# Crocifisso ottoniano di Vercelli
Il crocifisso ottoniano di Vercelli è un crocifisso monumentale, alto 3,27 e largo 2,36 metri, databile sul finire del X secolo, realizzato in lamine d'argento sbalzate ed in parte dorate fissate su di un supporto in cocciopesto e cera. Fu realizzato molto probabilmente su committenza del vescovo Leone di Vercelli. Dei quattro crocifissi di  epoca ottoniana che si conservano è la croce più grande e più elaborata dal punti di vista tecnico.

## Storia
Nel 997, Arduino d'Ivrea, assediò la città, distrusse il duomo e addirittura uccise il vescovo Pietro. Ed è probabilmente in seguito alle distruzioni apportate da Arduino che il vescovo Leone, per ribadire il grande prestigio della sua diocesi, commissionò il grande crocifisso in sostituzione di uno andato distrutto. Collocato sull'architrave dell'altare maggiore dell'antica basilica ed appositamente illuminato, doveva colpire profondamente il pellegrino sulla via Francigena o il fedele che pregava in chiesa. Nel corso della sua lunga storia fu più volte restaurato o rimaneggiato. 
I restauri nei secoli
Nel XIV secolo, probabilmente a causa di alcune lacune nel modellato o di depressione della lamine, furono inserite parti di tovaglie di altare per colmare le lacune internamente. La collocazione originaria, in seguito alla demolizione e ricostruzione del Duomo a partire dal XVI secolo, cambiò diverse cappelle sino a trovare nel XVII secolo una collocazione definitiva nella ultima cappella laterale della navata destra.
L'Atto vandalico
Nella notte dell'11 ottobre 1983, il crocifisso fu oggetto di un grave atto vandalico, di cui restano ancora ignoti gli autori che ha comportato gravissimi danni allo stesso. Molte lamine e il riempimento sono stati gravemente danneggiati, solo la testa giaceva integra a terra. Da quel momento è iniziato un lungo e laborioso restauro che ha reso possibile uno studio approfondito e scientifico sulle tecniche costruttive, sui restauri e le modifiche subite nel corso dei secoli. Alla fine del restauro si è scelto di ricollocare la croce in Cattedrale, provvisoriamente nella Cappella del Beato Amedeo e successivamente al di sopra del nuovo altare.

## Descrizione
La croce di dimensioni ragguardevoli e monumentali è costituita da una serie di lamine di argento finemente sbalzate e unite tra loro. Il Cristo raffigurato è uno splendido esempio di  Christus triumphans, non sofferente ma ieratico e trionfante. La grande croce nella parte superiore presenta l'Ascensione del Cristo, seppur mancante dell'estremità finale. Il Cristo in mandorla è elevato dagli Angeli. Al di sotto in due tondi sono raffigurati il Sole e la Luna mentre ai lati delle braccia ci sono Maria e San Giovanni. Nel suppedaneo invece è rappresentata una scena tratta dal vangelo apocrifo di Nicodemo, la Discesa nel Limbo di Gesù. In fondo è raffigurato un committente-donatore presentato da un angelo ad un Santo Vescovo. Si è conservata anche la corona in lamina di rame dorata, filigranata, con castoni di paste vitree e cristalli.

## Culto
Il crocifisso è da sempre oggetto di particolare venerazione da parte dei vercellesi. Un momento particolare e suggestivo rimane ancora oggi quello della mattina di Pasqua, uno dei riti della Settimana Santa a Vercelli. All'alba di Pasqua, durante la Santa Messa, il crocifisso, che è stato coperto da un grosso velo il Giovedì Santo, viene a piano a piano scoperto, simboleggiando così la Resurrezione. L'Arcivescovo con i Canonici della Cattedrale guidano la funzione, retaggio dell'antico Rito Eusebiano (utilizzato sino al XVI secolo), con il canto di appositi Inni liturgici. Di questa cerimonia, chiamata dai vercellesi in piemontese "Squarciè ël Crist", letteralmente lo "scoprimento del Cristo", si fa menzione nel Codice LIII della locale  Biblioteca capitolare, datato al 1372. Fino agli anni '50 del '900, moltissime persone, giunte dalle campagne, si accampavano sulla piazza antistante la Cattedrale tutta la notte per poter assistere al rito, cui era attribuita una valenza quasi miracolistica.